# Bosmensen
Bosmensen is de naam in de fantasyboeken van J.R.R. Tolkien van een bepaalde groep Edain (Eerste Era) en Noordmannen (Tweede Era, Derde Era).

## Eerste Era
De mensen van het Huis van Haleth stonden bekend als bosmensen tijdens de Eerste Era. Zij woonden in Brethil, onderdeel van het rijk van Doriath. 

## Tweede Era / Derde Era
De latere bosmensen waren Noordmannen die in en rondom het Grote Groenewoud (later het Demsterwold) woonden. Zij waren tegenstanders van Sauron en woonden aan de westzijde van het woud, niet ver van de rivier de Anduin zoals afgebeeld op de landkaart van De Hobbit. In In de Ban van de Ring worden de Bosmensen genoemd als slachtoffers van Gollum en in Nagelaten vertellingen worden zij genoemd als geallieerden van Isildur en als redder van Estelmo, een van de drie overlevenden na de ramp van de Irisvelden.